# Heteropoda belua
Heteropoda belua är en spindelart som beskrevs av Jäger 2005. Heteropoda belua ingår i släktet Heteropoda och familjen jättekrabbspindlar. Inga underarter finns listade i Catalogue of Life.